# Tour de Francia 1954
El Tour de Francia 41.º se disputó entre el 8 de julio y el 1 de agosto de 1954 con un recorrido de 4669 km. dividido en 23 etapas, de las que la cuarta y la vigésima primera estuvieron divididas en dos sectores.
Participaron 110 ciclistas repartidos en 11 equipos de 10 corredores de los que solo llegaron a París 69 ciclistas sin que ningún equipo lograra finalizar la prueba con todos sus integrantes.
El vencedor cubrió la prueba a una velocidad media de 33,229 km/h.

## Etapas
| Etapa    | Fecha     | Recorrido                     | Distancia (km) | Ganador           | Líder          |
| -------- | --------- | ----------------------------- | -------------- | ----------------- | -------------- |
| 1.ª      | 8 de jul  | Ámsterdam - Brasschaat        | 216            | Wout Wagtmans     | Wout Wagtmans  |
| 2.ª      | 9 de jul  | Beveren - Lille               | 227            | Louison Bobet     | Wout Wagtmans  |
| 3.ª      | 10 de jul | Lille - Ruan                  | 219            | Marcel Dussault   | Wout Wagtmans  |
| 4.ª (a)  | 11 de jul | Circuito de Rouen-les-Essarts | 10 (CRE)       | Suiza             | Louison Bobet  |
| 4.ª (b)  | 11 de jul | Ruan - Caen                   | 131            | Wim Van Est       | Louison Bobet  |
| 5.ª      | 12 de jul | Caen - Saint-Brieuc           | 224            | Ferdi Kubler      | Louison Bobet  |
| 6.ª      | 13 de jul | Saint-Brieuc - Brest          | 179            | Dominique Forlini | Louison Bobet  |
| 7.ª      | 14 de jul | Brest - Vannes                | 211            | Jacques Vivier    | Louison Bobet  |
| 8.ª      | 15 de jul | Vannes - Angers               | 190            | Alfred de Bruyne  | Wout Wagtmans  |
| 9.ª      | 16 de jul | Angers - Burdeos              | 343            | Henk Faanhof      | Wout Wagtmans  |
| 10.ª     | 18 de jul | Burdeos - Bayona              | 202            | Gilbert Bauvin    | Wout Wagtmans  |
| 11.ª     | 19 de jul | Bayona - Pau                  | 241            | Stan Ockers       | Wout Wagtmans  |
| 12.ª     | 20 de jul | Pau - Luchon                  | 161            | Gilbert Bauvin    | Gilbert Bauvin |
| 13.ª     | 21 de jul | Luchon - Toulouse             | 203            | Alfred de Bruyne  | Gilbert Bauvin |
| 14.ª     | 22 de jul | Toulouse - Millau             | 225            | Ferdi Kubler      | Louison Bobet  |
| 15.ª     | 23 de jul | Millau - Le Puy-en-Velay      | 197            | Dominique Forlini | Louison Bobet  |
| 16.ª     | 24 de jul | Le Puy-en-Velay - Lyon        | 194            | Jean Forestier    | Louison Bobet  |
| 17.ª     | 26 de jul | Lyon - Grenoble               | 192            | Lucien Lazaridès  | Louison Bobet  |
| 18.ª     | 27 de jul | Grenoble - Briançon           | 216            | Louison Bobet     | Louison Bobet  |
| 19.ª     | 28 de jul | Briançon - Aix-les-Bains      | 221            | Jean Dotto        | Louison Bobet  |
| 20.ª     | 29 de jul | Aix-les-Bains - Besançon      | 243            | Lucien Teisseire  | Louison Bobet  |
| 21.ª (a) | 30 de jul | Besançon - Épinal             | 134            | François Mahé     | Louison Bobet  |
| 21.ª (b) | 30 de jul | Épinal - Nancy                | 72(CR)         | Louison Bobet     | Louison Bobet  |
| 22.ª     | 31 de jul | Nancy - Troyes                | 216            | Alfred de Bruyne  | Louison Bobet  |
| 23.ª     | 1 de ago  | Troyes - París                | 188            | Robert Varnajo    | Louison Bobet  |

CR = Contrarreloj individual
CRE = Contrarreloj por equipos

## Clasificación general
| Clasificación general |                  |                   |                   |
| Ciclista              | Ciclista         | Equipo            | Tiempo            |
| --------------------- | ---------------- | ----------------- | ----------------- |
| 1.º                   | Louison Bobet    | Francia           | 140 h 06 min 05 s |
| 2.º                   | Ferdinand Kübler | Suiza             | + 15 min 49 s     |
| 3.º                   | Fritz Schär      | Suiza             | + 21 min 46 s     |
| 4.º                   | Jean Dotto       | South-East        | + 28 min 21 s     |
| 5.º                   | Jean Malléjac    | West              | + 31 min 38 s     |
| 6.º                   | Stan Ockers      | Bélgica           | + 36 min 02 s     |
| 7.º                   | Louis Bergaud    | South-West        | + 37 min 55 s     |
| 8.º                   | Vincent Vitetta  | South-East        | + 41 min 14 s     |
| 9.º                   | Jean Brankart    | Bélgica           | + 42 min 08 s     |
| 10.º                  | Gilbert Bauvin   | North-East/Centre | + 42 min 21 s     |